# Clàudia Pina i Medina
Clàudia Pina i Medina   (Montcada i Reixac, 12 d'agost de 2001) és una futbolista catalana que actualment juga al futbol espanyol a la Primera divisió amb el FC Barcelona.

## Club
Pina era jugadora de futbol sala abans de ser descoberta pel RCD Espanyol el 2011 i des d'aleshores es va unir a les categories inferiors del club. Durant el 2013 ella fitxa per l'infantil-aleví del FC Barcelona, i durant la seva segona temporada, ajuda l'equip a guanyar el títol de lliga marcant 100 gols en 20 partits. Després de provar que és una jugadora amb un talent tècnic natural i una golejadora nata, ràpidament va progressar en les diferents categories inferiors del club. El gol de la victòria en el derbi contra l'Espanyol (4-3) driblant quatre jugadores rivals el gener de 2017 es va fer famós a través de les xarxes.
Pina va debutar amb el primer equip el 14 de gener de 2018 en el partit contra el Saragossa CFF. D'aquesta manera, amb només 16 anys, 5 mesos i 2 dies, es va convertir en la jugadora més jove de la història del club a debutar en partit oficial, superant el registre anterior de Patri Guijarro.
Va marcar el seu primer gol oficial al primer equip el 9 de desembre de 2018 contra el Madrid CFF.
La temporada 2020-21 va ser cedida al Sevilla FC per a guanyar minuts a la primera divisió. Durant la temporada, va ser una de les titulars de l'equip andalús jugant 32 partits, marcant 10 gols i donant set assistències a Lliga i Copa.

## Internacional
Pina va ser convocada per la selecció espanyola sub-16 quan tenia 14 anys. El setembre de 2016, va ser cridada per la selecció espanyola sub-17 en un torneig de la UEFA a Příbram, on va marcar 5 gols incloent un hat-trick en el partit en què debutava. Més tard va debutar en partit oficial amb la sub-17 al mundial de 2016 contra Jordània, marcant en el dia del debut.
Al final de 2017 es va anunciar que havia estat la màxima golejadora de la UEFA en qualsevol selecció incloent-hi també jugadors masculins. Aquell any va marcar 16 gols.
L'any 2018 participa en el Mundial sub-20, on la seva formació queda subcampiona i ella marca un gol en el torneig. El mateix any participa en el Mundial sub-17 a l'Uruguai on es proclama campiona del món, amb 7 gols (2 a la final) i guanya els títols individuals de Pilota d'Or i Bota de Plata del Mundial.

## Estadístiques

### Club
Actualitzat a l'últim partit jugat el 29 de maig de 2022.
| Club                     | Temporada     | Lliga   | Lliga | Copa de la Reina | Copa de la Reina | Supercopa | Supercopa | UEFA    | UEFA | Copa Catalunya | Copa Catalunya | Total   | Total |
| Club                     | Temporada     | Partits | Gols  | Partits          | Gols             | Partits   | Gols      | Partits | Gols | Partits        | Gols           | Partits | Gols  |
| ------------------------ | ------------- | ------- | ----- | ---------------- | ---------------- | --------- | --------- | ------- | ---- | -------------- | -------------- | ------- | ----- |
| FC Barcelona · Catalunya | 2017–18       | 1       | 0     | -                | -                | -         | -         | -       | -    | -              | -              | 1       | 0     |
| FC Barcelona · Catalunya | 2018–19       | 10      | 2     | 1                | 0                | -         | -         | 1       | 0    | -              | -              | 12      | 2     |
| FC Barcelona · Catalunya | 2019–20       | 4       | 0     | 1                | 0                | 0         | -         | 1       | 0    | 2              | 1              | 8       | 1     |
| FC Barcelona · Catalunya | Total         | 15      | 2     | 2                | 0                | 1         | 0         | 2       | 0    | 2              | 1              | 22      | 3     |
| Sevilla FC · Espanya     | 2019-20       | -       | -     | 1                | 0                | -         | -         | -       | -    | -              | -              | 1       | 0     |
| Sevilla FC · Espanya     | 2020-21       | 34      | 9     | 1                | 1                | -         | -         | -       | -    | -              | -              | 35      | 10    |
| Sevilla FC · Espanya     | Total         | 34      | 9     | 2                | 1                | -         | -         | -       | -    | -              | -              | 36      | 10    |
| FC Barcelona · Catalunya | 2021–22       | 24      | 14    | 4                | 2                | 1         | 1         | 9       | 2    | -              | -              | 37      | 18    |
| FC Barcelona · Catalunya | Total         | 24      | 14    | 4                | 2                | 1         | 1         | 9       | 2    | -              | -              | 37      | 18    |
| Total carrera            | Total carrera | 73      | 25    | 8                | 3                | 1         | 1         | 11      | 2    | 2              | 1              | 92      | 30    |

## Palmarès

### Clubs
| Títol            | Equip        | País      | Any  |
| ---------------- | ------------ | --------- | ---- |
| Copa de la Reina | FC Barcelona | Catalunya | 2022 |
| Lliga            | FC Barcelona | Catalunya | 2022 |
| Supercopa        | FC Barcelona | Catalunya | 2022 |
| Lliga            | FC Barcelona | Catalunya | 2020 |
| Supercopa        | FC Barcelona | Catalunya | 2020 |
| Copa de la Reina | FC Barcelona | Catalunya | 2020 |
| Copa Catalunya   | FC Barcelona | Catalunya | 2019 |
| Copa Catalunya   | FC Barcelona | Catalunya | 2018 |

### Selecció
| Títol          | Equip   | Any  |
| -------------- | ------- | ---- |
| Mundial Sub-17 | Espanya | 2018 |